# Protosiren

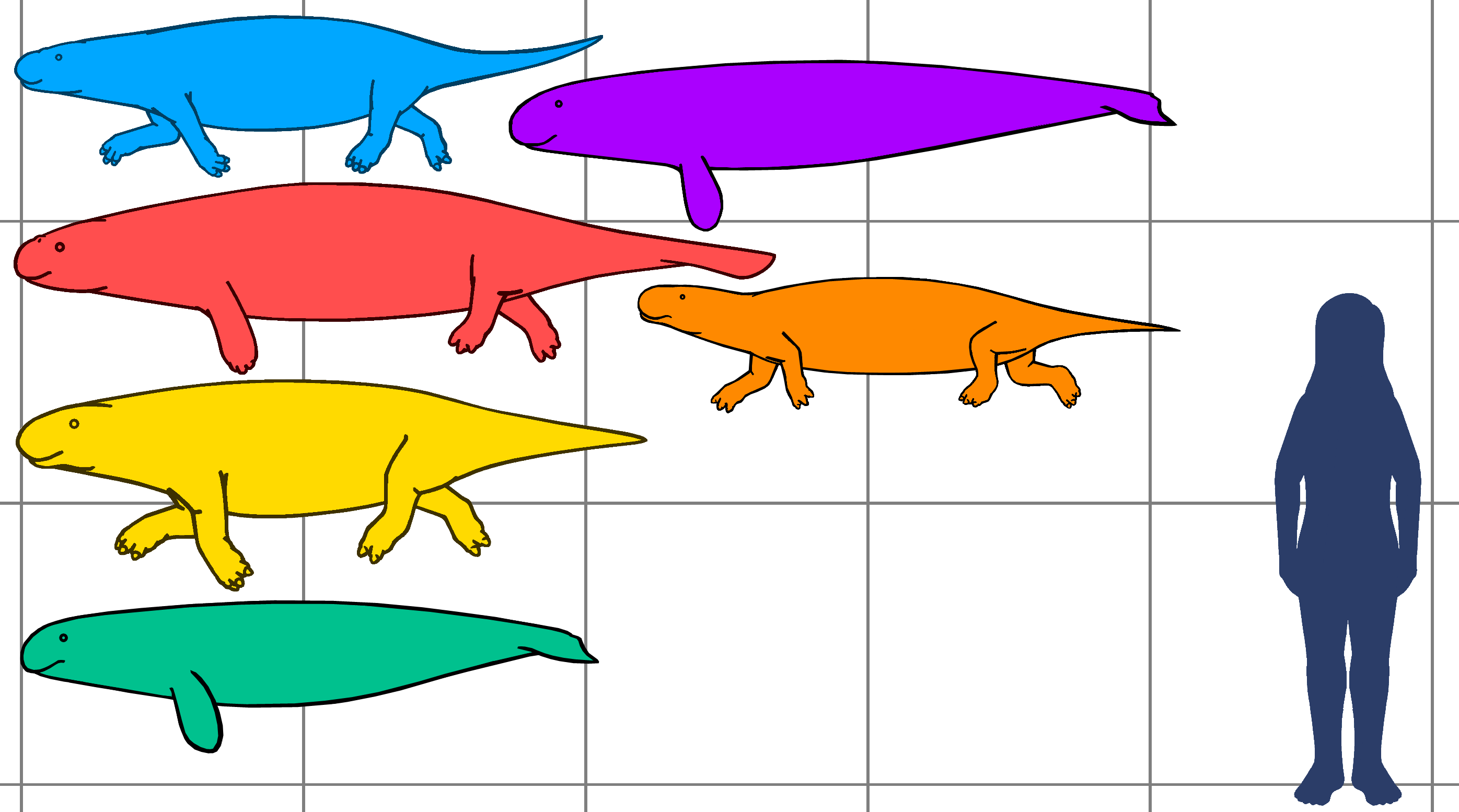
Размеры Protosiren smithae (розовый) по сравнению с тремя представителями других таксонов сирен эоцена и человеком

Protosiren (лат.) — род вымерших водных млекопитающих из семейства Protosirenidae отряда сирен. В отличие от современных сирен, представители этого семейства обладали развитыми конечностями и могли перемещаться по суше.
Ископаемые остатки Protosiren найдены в средне- и верхнеэоценовых отложениях Северной Америки (США), Азии (Индия и Пакистан) и Европы (Венгрия, Германия и Франция), Африки (Египет).
Описано несколько видов. На основании сравнительной анатомии и хронологии было высказано предположение, что P. fraasi, P. sattaensis и P. smithae представляют собой линию предков-потомков. P. eothene — самый древний и самый мелкий вид.

## Экология
Считается, что, как и современные сирены, Protosiren питались морскими травами, а также пресноводными растениями. В отличие от современных сирен, Protosiren имели задние конечности. Хотя конечности были хорошо развиты, они были небольшими, а крестцово-подвздошный сустав слабым. Поэтому считается, что Protosiren были только или в основном водными, редко выходя на сушу. Было высказано предположение, что они плавали изгибая тело в вертикальной плоскости и использовали задние конечности, чтобы ползать по морскому дну в прибрежной полосе при кормлении. Возможно, они занимали другую экологическую нишу, чем современные им Eotheroides, которые были больше похожи на современных сирен.

## Классификация
По данным сайта Paleobiology Database, на декабрь 2021 года в род включают 5 вымерших видов:
- Protosiren eothene Zalmout et al., 2003
- Protosiren fraasi Abel, 1904
- Protosiren minima (Demarest, 1822)
- Protosiren sattaensisGingerich et al., 1995
- Protosiren smithae Domning & Gingerich, 1994